# Jack Perry
Pour les articles homonymes, voir Perry.
Jack Perry (né le 16 juin 1997 à Los Angeles (Californie)) est un catcheur (lutteur professionnel) américain. Il travaille actuellement à la All Elite Wrestling, sous le même nom, où il est l'actuel champion TNT.
Il commence sa carrière de catcheur en 2015 et est le fils de l'acteur Luke Perry.

## Jeunesse
Jack Perry est né à Los Angeles, en Californie, le 16 juin 1997. Il est le fils de l'acteur Luke Perry (1966-2019) et de Rachel Sharp (née en 1969),. Le grand-père maternel de Perry est le romancier et scénariste écossais Alan Sharp (en).
Perry grandit en tant que fan de catch et a fait partie du public du spectacle de la WWE : SummerSlam avec son père en 2009, à l'âge de douze ans.

## Carrière dans le catch

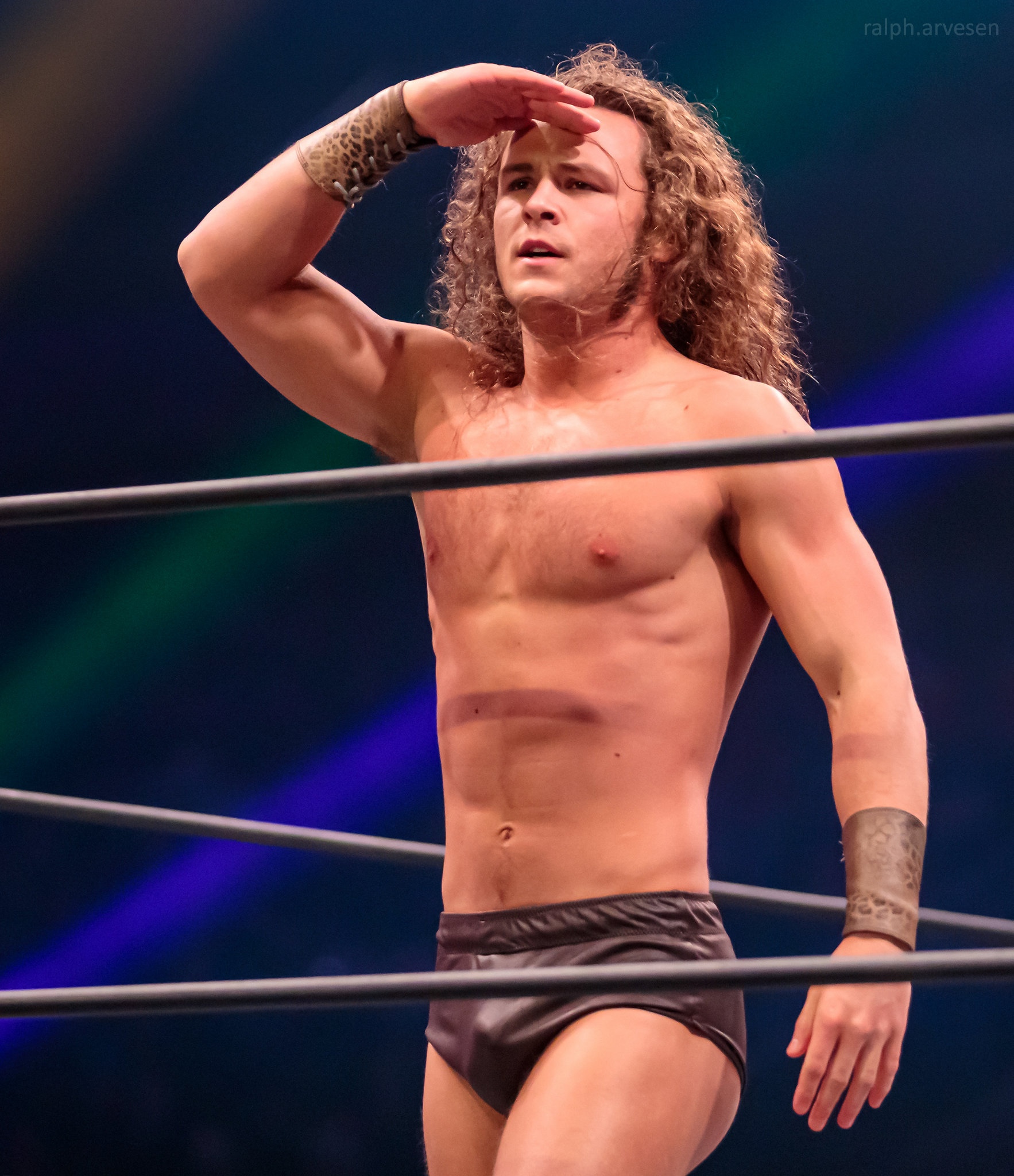
Jungle Boy.

### Début de carrière (2015-2019)
Perry commence sa carrière sur le circuit indépendant en 2015 sous le nom de ring Nate Coy. Le 20 novembre 2016, Coy remporte la 2016 West Coast Cruiser Cup. Le 17 août 2018, Coy remporte le Junior Heavyweight Championship de la All Pro Wrestling, son premier championnat de catch. Il le perd ensuite contre Jake Atlas lors du spectacle Bay Area Bash le 15 juin 2019. En février 2019, Jungle Boy forma une équipe avec un autre lutteur indépendant Luchasaurus, nommée « A Boy and His Dinosaur »,,.
En mai 2019, Perry bat l'acteur David Arquette lors de l'événement Bar Wrestling, lors d'un match rendant hommage à son défunt père.

### All Elite Wrestling (2019-...)

#### Jurassic Express (2019-2022)
En janvier 2019, il signe avec la All Elite Wrestling, sous le nom de Jungle Boy. 
Le 25 mai lors du show inaugural : Double or Nothing, il fait ses débuts en participant à la 21-Man Casino Battle Royal, élimine Ace Romero, avant d'être lui-même éliminé par Jimmy Havoc. Le 29 juin à Fyter Fest, il perd un Fatal 4-Way Match face à "Hangman" Adam Page, qui inclut également Jimmy Havoc et MJF.
Le 13 juillet à Fight for the Fallen, Luchasaurus et lui perdent un 3-Way Tag Team Match face à Evil Uno et Stu Grayson, qui inclut également The Hybrid 2 (Angélico et Jack Evans). Le 31 août à All Out, Jurassic Express (Luchasaurus, Marko Stunt et lui) perd face à SCU (Christopher Daniels, Frankie Kazarian et Scorpio Sky) dans un 6-Man Tag Team Match.
Le 16 octobre à Dynamite, Marko Stunt et lui participent à un tournoi désignant les futurs champions du monde par équipe de la AEW, mais se font éliminer par les Lucha Brothers.
Le 23 mai 2020 à Double or Nothing, il perd face à MJF. 
Le 1er juillet à Fyter Fest, Luchasaurus et lui battent MJF et Wardlow. Le 15 juillet à Fight for the Fallen, Jurassic Express perd face à l'Elite (Kenny Omega et les Young Bucks) dans un 6-Man Tag Team Match. Le 5 septembre à All Out, Luchasaurus et lui perdent face aux Young Bucks.
Le 7 mars 2021 à Revolution, Luchasaurus et lui participent à une Casino Tag Team Battle Royal, où ils éliminent le Dark Order, Ortiz et Santana, The Pretty Picture, Varsity Blonds et PAC, avant d'être eux-mêmes éliminés par Bear Country et Rey Fenix en dernière position.
Le 30 mai à Double or Nothing, il remporte la Casino Battle Royal en éliminant Christian Cage en dernière position, devenant ainsi aspirant n°1 au titre mondial de la AEW. Après le combat, son adversaire le félicite, formant ainsi une alliance avec ce dernier. Le 26 juin à Dynamite, il ne remporte pas le titre mondial de la AEW, battu par Kenny Omega.
Le 13 août à Rampage, Luchasaurus et lui félicitent Christian Cage, après sa victoire sur Kenny Omega pour le titre mondial d'Impact. Le 5 septembre lors du pré-show à All Out, les Best Friends et eux battent HFO (Matt Hardy, Private Party et TH2) dans un 10-Man Tag Team Match.
Le 13 novembre à Full Gear, Christian Cage, Luchasaurus et lui battent Superkliq (les Young Bucks et Adam Cole) dans un Falls Count Anywhere Match.
Le 5 janvier 2022 à Dynamite, Luchasaurus et lui deviennent les nouveaux champions du monde par équipe de la AEW en battant les Lucha Brothers. Le 6 mars à Revolution, ils conservent leurs titres en battant reDRagon et les Young Bucks dans un 3-Way Tag Team Match.
Le 29 mai à Double or Nothing, ils conservent leurs titres en battant la Team Taz (Ricky Starks et Powerhouse Hobbs), Keith Lee et Swerve Strickland dans un 3-Way Tag Team Match. Le 15 juin à Dynamite, ils perdent face aux Young Bucks dans un Ladder Match, ne conservant pas leurs titres. Après le combat, Christian Cage effectue un Heel Turn en l'attaquant avec son Killswitch et le frappant avec deux chaises par un Con-Chair-To. Le 26 juin, la nature de sa blessure reste inconnue, mais il doit s'absenter pendant un mois.
Le 27 juillet à Fight for the Fallen, il effectue son retour de blessure et prend Christian Cage en chasse avec une chaise. Luchasaurus réeffectue un Face Turn en se rangeant à nouveau de son côté.

#### Retour en solo, champion FTW et suspension (2022-2023)
Le 4 septembre à All Out, il perd face à Christian Cage, à la suite du Heel Turn de son désormais ex-partenaire qui l'a attaqué dans le dos avant le combat.
Le 19 novembre à Full Gear, il bat Luchasaurus dans un Steel Cage match.
Le 5 mars 2023 à Revolution, il prend sa revanche sur son ancien mentor dans un Final Burial match.
Le 28 mai à Double or Nothing, il ne remporte pas le titre mondial de la AEW, battu par MJF dans un Fatal 4-Way match, qui inclut également Darby Allin et Sammy Guevara. Le 25 juin à Forbidden Door, il ne remporte pas le titre mondial poids-lourds de la IWGP, battu par Sanada. Après le combat, alors que son partenaire HOOK le soutient, il effectue un Heel Turn en lui portant une Lariat.
Le 19 juillet à Dynamite: Blood & Guts, il change de nom pour Jack Perry et devient le nouveau champion FTW en battant HOOK, remporte le titre pour la première fois de sa carrière, son premier titre personnel et fait subir sa première défaite à son adversaire. Le 27 août lors du pré-show à All In, il ne conserve pas sa ceinture, battu par son même adversaire, ce qui met fin à un règne de 38 jours. Huit jours plus tard, il est suspendu indéfiniment par la compagnie, à la suite de son altercation avec CM Punk dans les coulisses lors du PPV à Londres.

#### Retour de suspension avec The Elite et champion TNT (2024-...)
Le 21 avril 2024 à Dynasty, il fait son retour de suspension après 8 mois d'absence et intervient dans le Ladder match entre les Young Bucks et FTR pour les titres mondiaux par équipes de la AEW en faveur des premiers, avant d'être évacué de l'arène par la sécurité. Trois soirs plus tard à Dynamite, Tony Khan accepte de le réintégrer, mais il frappe le président de la compagnie avec un micro avant que les Young Bucks ne portent un Meltzer Driver à ce dernier, et il rejoint officiellement l'Elite. Le 30 juin à Forbidden Door, il devient le nouveau champion TNT en battant Dante Martin, El Phantasmo, Konosuke Takeshita, Mark Briscoe et Lio Rush dans un Ladder match et remporte le titre pour la première fois de sa carrière.
Le 25 août à All In, il conserve son titre en battant Darby Allin dans un Coffin match. Treize soirs plus tard à All Out, il ne remporte pas le titre mondial, battu par Bryan Danielson.
Le 12 octobre à WrestleDream, il conserve son titre en battant Katsuyori Shibata. Le 23 novembre à Full Gear, il ne conserve pas sa ceinture, battu par Daniel Garcia par soumission, ce qui met fin à un règne de 146 jours.

### New Japan Pro-Wrestling (2024)
Le 13 janvier 2024 à Battle in the Valley, il fait ses débuts à la New Japan Pro Wrestling, où il attaque Shota Umino et déchire son contrat qui le reliait à la précédente fédération. Le 6 mars à NJPW 52nd Anniversary Event & New Japan Cup 2024 - Tag 1, il dispute son premier match et bat son même adversaire au premier tour de la New Japan Cup, aidé par la House of Torture. Après le combat, il accepte de rejoindre officiellement le clan. Dix soirs plus tard à NJPW 52nd Anniversary Event & New Japan Cup 2024 - Tag 9, il perd face à SANADA en quart de finale du tournoi. 
Le 6 avril à Sakura Genesis, Ren Narita et lui perdent face à Shota Umino et Jon Moxley. Six soirs plus tard à Windy City Riot, il perd le match revanche face au Japonais. Le 11 mai à Resurgence, la House of Torture, dont il fait partie, bat Rocky Romero, the DKC et Tomohiro Ishii dans un 6-Man Tag Team match.

## Palmarès
- All Elite Wrestling
  - 1 fois champion du monde par équipe de la AEW - avec Luchasaurus
  - 1 fois champion TNT de la AEW
  - 1 fois champion poids-lourds FTW
  - Casino Battle Royale (2021)

- All Pro Wrestling
  - APW Junior Heavyweight Championship (1 fois)[55]

- Pro Wrestling Revolution
  - Championnats PWR Tag Team (1 fois) - avec El Prostipirugolfo

- Underground Empire Wrestling
  - Coupe West Coast Cruiser (2016)[6]

## Récompenses des magazines
- Pro Wrestling Illustrated

| Année | 2019 | 2020 | 2021 | 2022 | 2023 | 2024 |
| ----- | ---- | ---- | ---- | ---- | ---- | ---- |
| Rang  | 280  | 93   | 69   | 90   | 73   | 59   |

- Wrestling Observer Newsletter
  - Rookie of the Year (2019)[57]

| # | Résultat | Adversaire                               | Évènement        | Date             | Durée | Lieu                                  | Notes |
| - | -------- | ---------------------------------------- | ---------------- | ---------------- | ----- | ------------------------------------- | --- |
| 1 | Victoire | Superkliq (Adam Cole et The Young Bucks) | Full Gear (2021) | 13 novembre 2021 | 25:11 | Target Center, Minneapolis, Minnesota | Il s'agit d'un Six Man Tag Team Falls Count Anywhere Match. Boy faisait équipe avec Christian Cage et Luchasaurus,. |

## Vie privée
Il est actuellement en couple avec la catcheuse de l'AEW, Anna Jay.